# اشتیانا، استان پومریان غربی
اشتیانا، استان پومریان غربی (به لاتین: Trzciana, West Pomeranian Voivodeship) یک منطقهٔ مسکونی در لهستان است که در Gmina Sławoborze واقع شده‌است.